# ماربل فالس (تگزاس)
ماربل فالس، تگزاس (به انگلیسی: Marble Falls, Texas) یک شهر در ایالات متحده آمریکا با جمعیت ۶٬۰۷۷ نفر است که در تگزاس واقع شده‌است.

## موقعیت جغرافیایی
موقعیت جغرافیایی شهرها و مناطق اطراف به شرح زیر است:

## نگارخانه

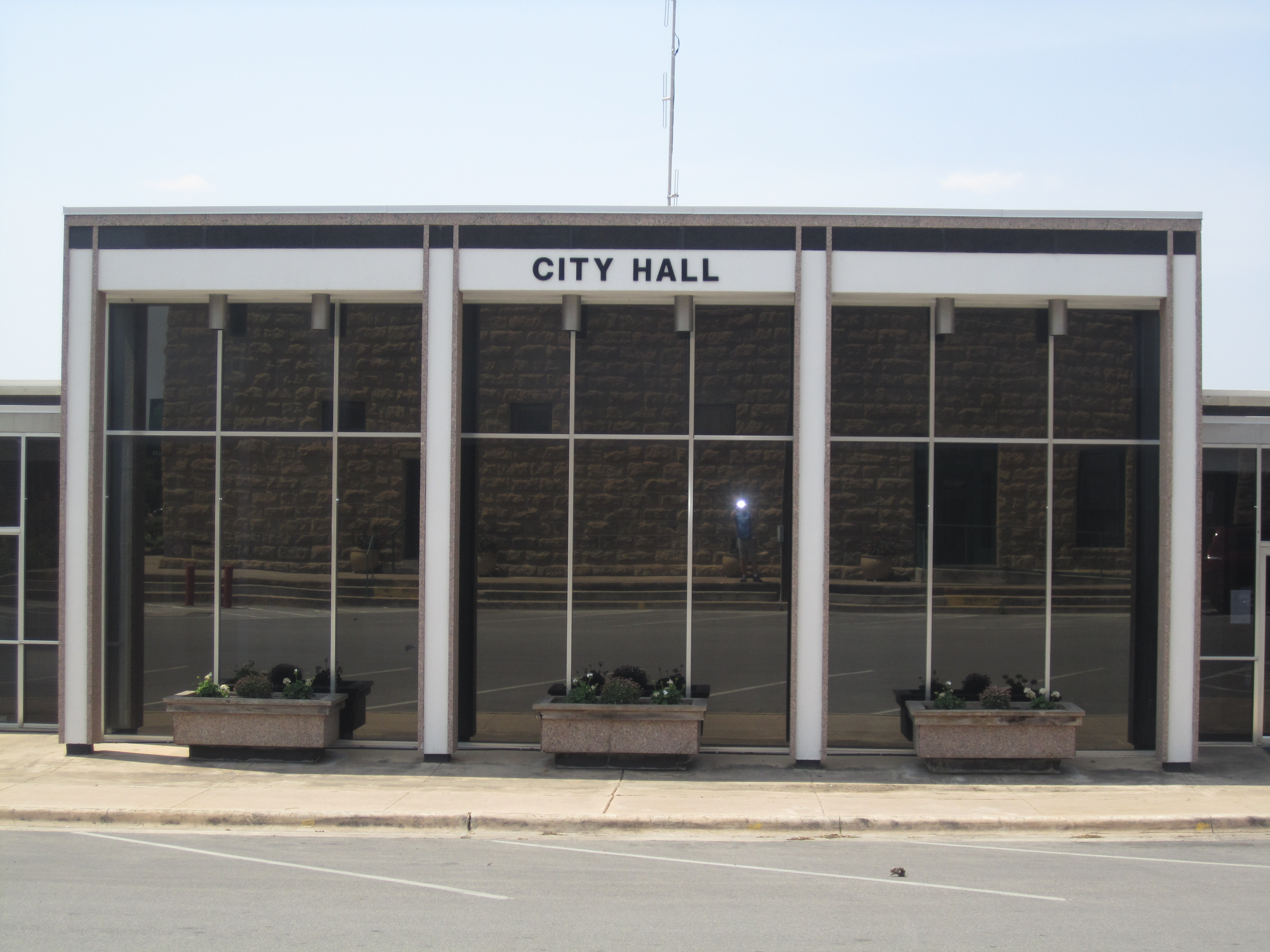
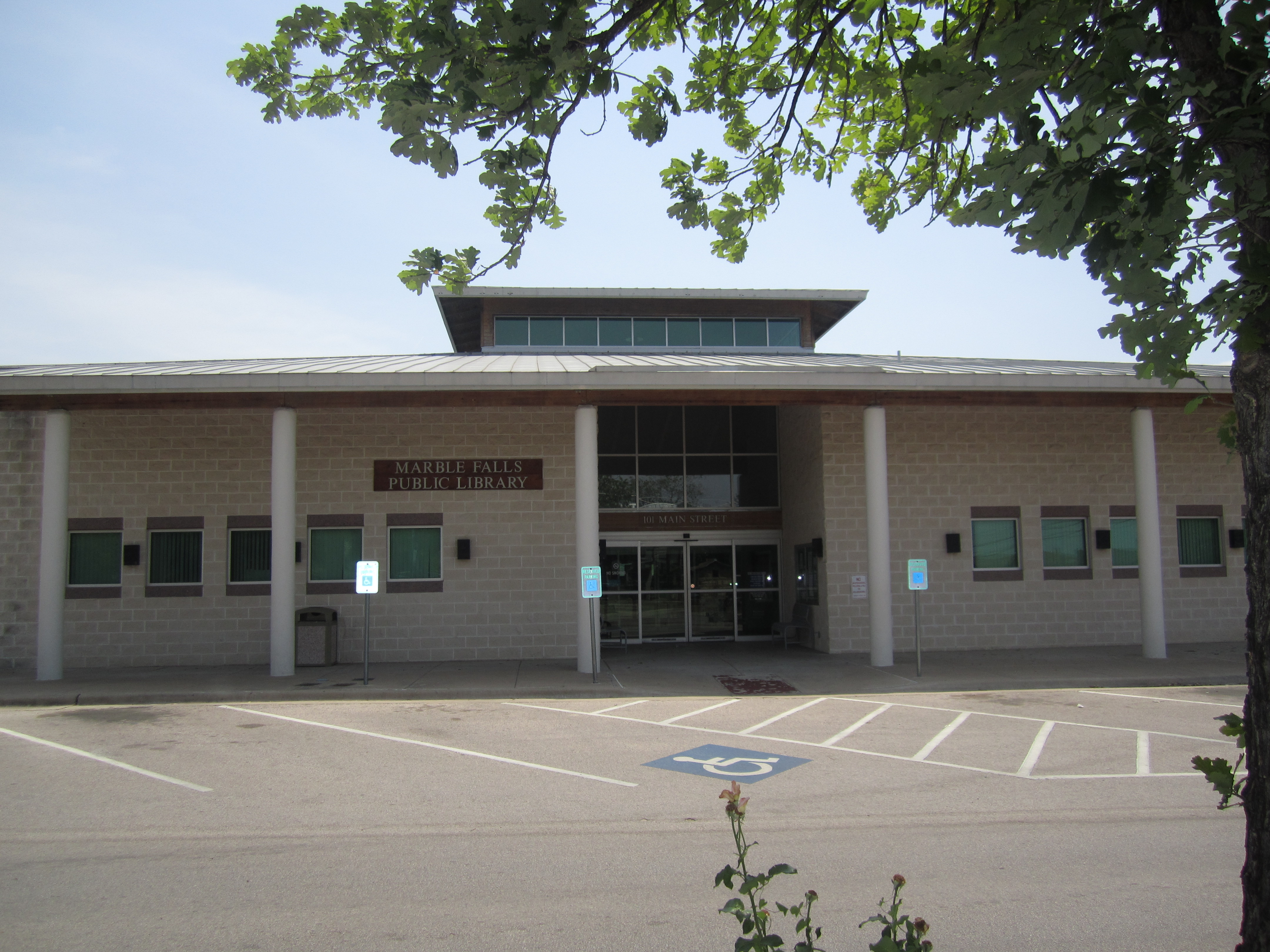
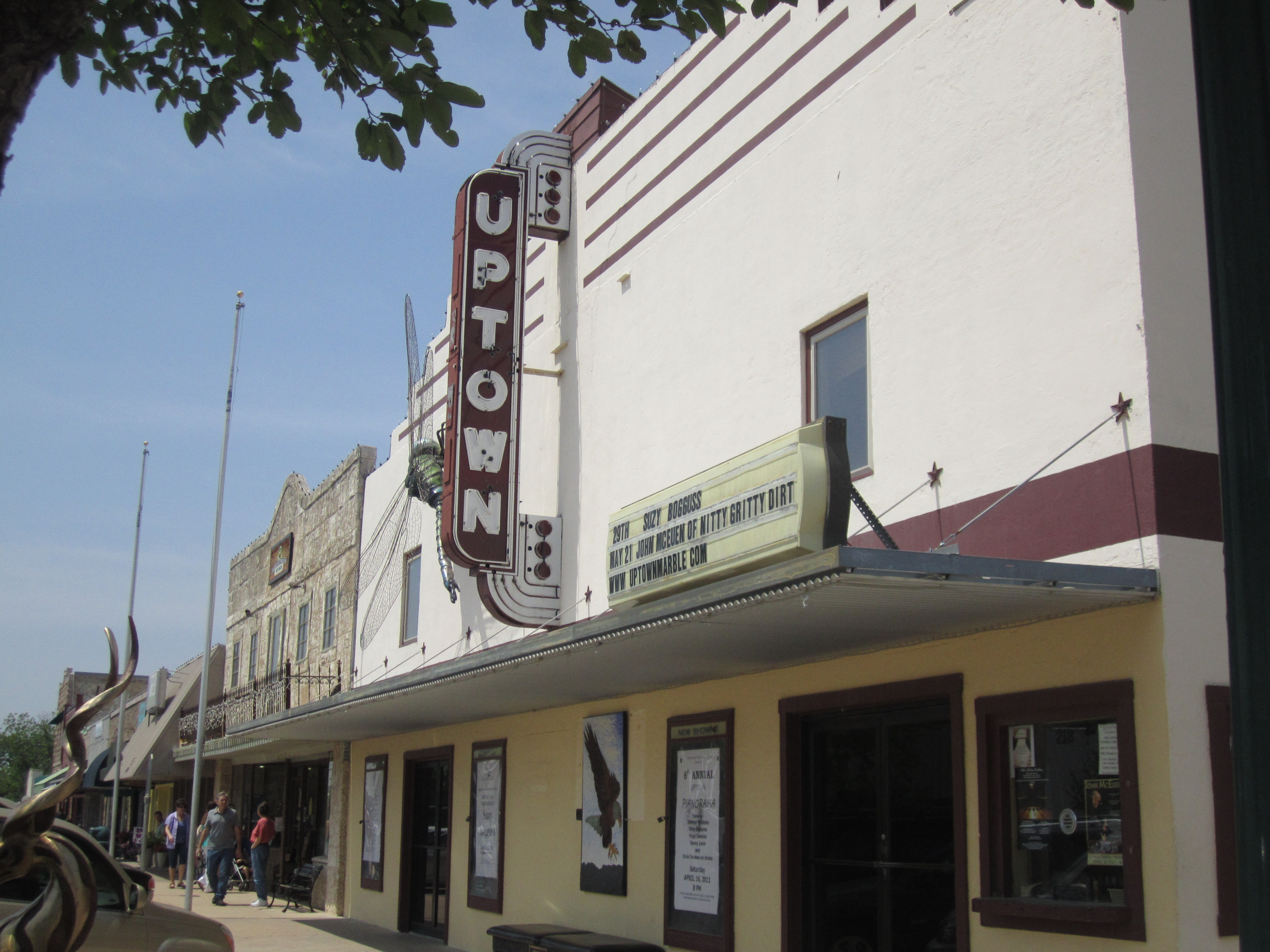
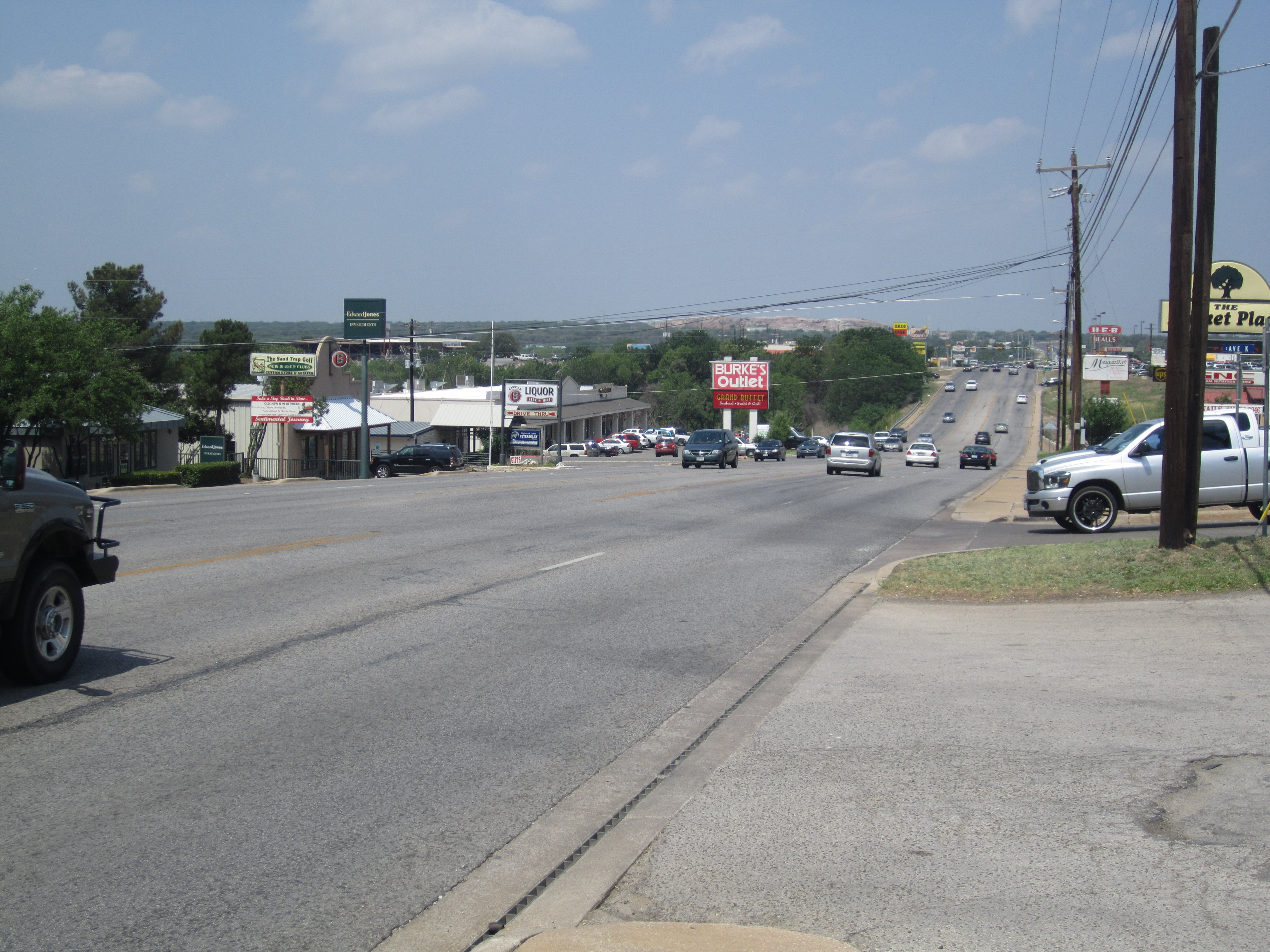